# Перший Всеукраїнський з’їзд бібліотечних робітників
Перший Всеукраїнський з'їзд бібліотечних робітників — організований клубно-бібліотечним відділом Управління політичної освіти Народного комісаріату освіти УСРР. Відбувся 1–6 червня 1926 року в Харківській громадській бібліотеці імені В. Г. Короленка. Основною метою заходу було визначення та вирішення практичних завдань розвитку бібліотечної справи в Україні з урахуванням потреб робітничого і сільського населення у контексті соціалістичного розвитку держави.

## Склад учасників з'їзду
У роботі з'їзду взяли участь понад 200 осіб, з яких 130 делегатів мали право вирішального голосу. Більшість представників були пов'язані з політосвітніми (масовими) бібліотеками. Програма форуму включала понад 30 доповідей, співдоповідей та численні повідомлення, що охоплювали широке коло питань бібліотечної діяльності. Високий рівень активності учасників відзначався вже на першому пленарному засіданні, де з дебатами виступили 20 делегатів.

## Основні питання
Обговорення на пленарних та секційних засіданнях стосувалися стану і перспектив бібліотечного будівництва, роботи з масовими читачами, методів вивчення читацьких інтересів, обслуговування дітей і підлітків, формування книжкових фондів, організації предметного каталогу, раціоналізації бібліотечної роботи, централізованого оброблення книг, створення бібліотечної мережі та усунення паралелізму в бібліотечних процесах.
Значну увагу на з'їзді було приділено питанням комплектування бібліотечних фондів, матеріально-технічного забезпечення бібліотек, діяльності бібліотечних об'єднань та українізації бібліотек через популяризацію української книги. Особливе місце займало питання бібліографії та класифікації видань, зокрема визнання неприйнятності використання Універсальної десяткової класифікації (УДК) у радянській бібліотечній справі.
Значна увага була привернута до розвитку бібліотечної мережі та її структури. Так, на з'їзді заслухано доповіді, які визначали концептуальні засади розвитку бібліотечної мережі. У виступах завідувача клубно-бібліотечного відділу Головного управління політичної освіти І. Розенгауза та Л. Каспіна наголошувалося, що масові бібліотеки мають бути загальнодоступними, а їхню основу повинні складати стаціонарні бібліотеки.
Було ухвалено план створення мережі сільських бібліотек, згідно з яким у 1926—1928 роках передбачалося відкрити близько 5 500 нових сільських бібліотек. Їх фінансування здійснювалося з державного та місцевих бюджетів.
В організаційній структурі бібліотечної мережі було визначено такі типи бібліотек: центрально-округові, районні, дитячі, профспілкові, наукові, книгозбірні вищих навчальних закладів та дослідних установ, сільські бібліотеки. Державні міжокругові та центрально-округові бібліотеки мали стати центрами методичної, бібліографічної та науково-дослідної роботи у сфері бібліотекознавства.
З'їзд також розглянув питання централізації бібліотечної діяльності, координації роботи бібліотек різних відомств, посилення методичного керівництва та створення при Головному управлінні політичної освіти бібліотечної ради. Запропоновано об'єднання бібліотек у єдину централізовану систему з відповідним плануванням, контролем та перевіркою всіх напрямів діяльності.
Окрему увагу було приділено питанню українізації бібліотечної справи. Ухвалено рішення про обов'язкове надходження «всеукраїнського примірника» книжкових видань до масових бібліотек, що сприяло б українізації фондів та пропаганді української книги. Разом з тим відзначено брак україномовної літератури у видавництвах та необхідність розширення її асортименту.
На з'їзді було заслухано доповіді, присвячені вивченню читацьких інтересів. Зокрема, аналізувалися методи дослідження робітничого та сільського читача, серед яких визначено психологічний, бібліопсихологічний та педагогічний підходи. Основними методами збору інформації визнано анкетування, статистичний аналіз, спостереження та фіксацію читацьких запитів.
Також обговорювалися особливості обслуговування дітей і підлітків, формування книжкового ядра бібліотеки, проблеми організації предметного каталогу, централізованої обробки книг, централізації бібліотечної мережі та усунення зайвого паралелізму бібліотечних процесів, підготовки та перепідготовки бібліотечних кадрів.
Також на форумі розглянуто питання бібліотечної цензури про вилучення з бібліотек і книгарень «антирадянської літератури». Це питання набуло особливої значущості у другій половині 1920-х років, коли цензура у бібліотечній справі значно посилилася.

## Значення з'їзду для бібліотечної справи України
Перший Всеукраїнський з'їзд бібліотечних робітників 1926 року відіграв важливу роль у розвитку бібліотечної справи в Україні.
На основі ключових доповідей, представлених провідними фахівцями бібліотечної справи, зокрема Д. Баликою, Б. Боровичем, І. Вугманом, Г. Марголіною, Я. Розановим, В. Шенфінкелем та іншими, було ухвалено низку резолюцій і постанов організаційного та методичного характеру, що визначали напрями розвитку бібліотечної справи в країні.
Були підготовлені й опубліковані «Резолюції та постанови Першого Всеукраїнського з'їзду бібліотечних працівників» (Харків, 1927), які стали основоположним документом у подальшій діяльності бібліотек України. Так, державні бібліотеки виконували функції центрів бібліографічної діяльності, науково-дослідної роботи у сфері бібліотекознавства та книгознавства, а також здійснювали видавничу діяльність наукових праць. У кожному адміністративному центрі округу передбачалося створення центральних округових (обласних) бібліотек для дітей та інших спеціалізованих бібліотечних установ .